# Список улиц Ганцевич
Список улиц Ганцевич — перечень улиц и переулков города Ганцевичи.
В список включены объекты под существующими названиями.

## 0—9
17 Сентября улица
60 лет Октября улица
8 Марта улица

## А
Адамовича улица
Александра Невского улица
Артёменко улица

## Б
Берёзовая улица

## В
Весенняя улица
Вишневая улица

## Г
Гагарина улица
Гастелло улица
Гойшика улица
Грицевца улица

## Д
Дзержинского улица
Дружбы улица

## Ж
Железнодорожная улица

## З
Заводская улица
Западная улица
Западный переулок
Заслонова улица
Звёздный переулок
Зелёная улица
Зуйкевича улица

## К
Калинина улица
Калиновского улица
Коммунистическая улица
Комсомольская улица
Короткий переулок
Космонавтов улица
Крапивы улица
Красноармейская улица
Кутузова улица

## Л
Лермонтова улица
Лесная улица
Лесной переулок
Ломоносова улица
Луговая улица

## М
Максима Богдановича улица
Максима Горького улица
Матросова улица
Маяковского улица
Мелиоративный переулок
Мира улица
Михаила Рудковского улица
Молодёжная улица
Монтажников улица

## Н
Набережная улица
Нахимова улица
Некрасова улица
Новая улица